# Limbdi
 (décembre 2014).
Si vous disposez d'ouvrages ou d'articles de référence ou si vous connaissez des sites web de qualité traitant du thème abordé ici, merci de compléter l'article en donnant les références utiles à sa vérifiabilité et en les liant à la section « Notes et références ».

Limbdi était un État princier des Indes créé en 1786, dirigé par des souverains qui portaient le titre de « thakur » et qui subsista jusqu'en 1948. Cet État fut depuis intégré dans l'État du Goujerat.

## Liste des thakurs de Limbdi de 1786 à 1948
- 1786-1825 : Harisinhji (mort en 1825)
- 1825-1837 : Bhojrajji (mort en 1837)
- 1837-1856 : Harbhamji II (mort en 1856)
- 1856-1862 : Fatehsinhji (mort en 1862)
- 1862-1907 : Jeswantsinhji (1859-1907)
- 1907-1940 : Daoulatsinhji (1868-1940)
- 1940-1941 : Digvijaysinhji (1896-1941)
- 1941-1948 : Chhatarsalji (1940-2020)